# Tall Mizab
Tall Mizab (arab. تل ميزاب) – wieś w Syrii, w muhafazie Aleppo, w dystrykcie Al-Bab. W 2004 roku liczyła 315 mieszkańców.